# 玉名町
玉名町（たまなまち）は、熊本県の北部、玉名郡にかつてあった町。

## 歴史
- 1942年5月20日 - 玉名郡高瀬町、弥富村が合併し、玉名町が発足。
- 1954年4月1日 - 築山村、滑石村、大浜町、豊水村、八嘉村、梅林村、小田村、玉名村、石貫村、月瀬村、伊倉町と合併して玉名市となる。

## 学校
- 玉名町立玉名小学校